# Тимошенко, Максим Олегович
Максим Олегович Тимошенко (род. 20 апреля 1972, Киев, Украинская ССР, СССР) — украинский общественный деятель и учёный-культуролог, профессор, хоровой дирижёр, доктор философии (2012), член совета директоров Международного Зелёного Креста (с октября 2017). Заслуженный деятель искусств Украины (2015). Ректор Национальной музыкальной академии Украины имени Петра Чайковского (с 13 ноября 2018), член-корреспондент Национальной академии искусств Украины, член атестационной коллегии Министерства образования и науки Украины в 2020—2023 годах, Председатель Совета ректоров учебных заведений искусств Украины. С 04.07.2025 года Академик Национальной академии искусств Украины  

## Биография

### Образование и научные степени и звания
В 1996 году получил квалификацию магистра «Делового администрирования» (Киевский национальный экономический университет).
В 2012 году получил второе высшее образование в Национальной академии руководящих кадров культуры и искусств.
В 2012 году защитил диссертацию на тему: «Международные гуманитарные стратегии в современной Украине как системный культуротворческий феномен» и получил научную степень кандидата культурологии.
27 апреля 2017 года решением коллегии Министерства образования и науки Украины присвоено учёное звание профессора.
26 января 2019 года присвоено звание почетного профессора Хеншуйского университета Китайской Народной Республики.
31 марта 2021 года присвоено звание почетного профессора Таджикской национальной консерватории им. Т. Сатторова

### Карьера
1992—1993 — директор Киевского фонда культуры
1993—1997 — председатель правления АКБ «Независимость».
1999—2000 — лингвистический центр «Berlitz Miami», США.
2003—2014 — в аппарате Верховной Рады Украины.
С 2007 — на кафедре культурологии и инновационных культурных проектов в НАРККИИ: старший преподаватель, с 2013 — доцент, с 2014 — профессор, с 2015 — профессор кафедры менеджмента социокультурной деятельности и внешнекультурних связей, с 2016 — профессор кафедры арт-менеджмента и ивент-технологий.
С 11 июня 2018 года — и. о. ректора, с 13 ноября 2018 — ректор Национальной музыкальной академии Украины имени Петра Чайковского.
10 сентября 2020 года вошёл в состав Аттестационной коллегии Министерства образования и науки Украины.
На должности ректора Национальной музыкальной академии Украины имени П. И. Чайковского вручил звания почётных профессоров Национальной музыкальной академии Украины имени П .И. Чайковского Рикардо Мути, Пласидо Доминго, Джеку Ма.

## Общественная деятельность
Председатель правления Международного благотворительного фонда «Духовное наследие» (1997—2003).
Президент Международной общественно-патриотической фонда «Дни Украины» (с 2006).
С 2012 года — президент экологической национальной организации «Зеленый Крест» («Green Cross») на Украине (с 2012).
В 2013 году избран действительным членом Украинской технологической академии по отделению «Экология» с присвоением звания академика.
В 2014 году избран действительным членом Украинской академии наук.
2 октября 2017 года избран членом совета директоров Международного Зелёного Креста — экологической организации при ООН.
С мая 2019 года — сопредседатель оргкомитета Всеукраинской открытой музыкальной олимпиады «Голос Країни».
С июля 2019 года — сопредседатель оргкомитета Всеукраинского открытого конкурса пианистов имени С. С. Прокофьева.
С 2023 года — член Национальной комиссии Украины по делам ЮНЕСКО.
С 27.06.2025 года почётный профессор Украинского государственного университета имени Михаила Драгоманова
С 04.07.2025 года - Академик Национальной академии искусств Украины

## Научная деятельность
Автор учебника для вузов «Международные гуманитарные стратегии: теория и практика».
Автор статей в академической 5-томной «Украинской этнокультурологической энциклопедии» (2013), «Украинской энциклопедии этноискусствоведения и этнокультурологии» (2014) в пяти томах.
Автор более 20 публикаций по культурологии в академических сборниках и периодике.

## Награды
- Заслуженный деятель искусств Украины (2015)[14]
- Лауреат Национального рейтинга «Топ-100 выдающихся мужчин Киевщины» в номинации «Гордость Киевщины»[15].
- Орден «За заслуги» III степени (2006)[16]
- «Посол мира» — удостоен 2005 во время совместной конференции Всемирной федерации мира и Украинского совета мира;
- Почётный знак Министерства культуры и искусств Украины (2003);
- Орден «Христа Спасителя» УПЦ (2001);
- Орден Святого Равноапостольного князя Владимира Великого I (2017)[17] II (2016) и III (2015)[18] степени УПЦ
- Нагрудный знак «Отличник образования Украины»[19].
- Звание «Почётного гражданина Киева» (13 июля 2023)[20].